# Laurens De Bock
Laurens De Bock, född 7 november 1992 i  Dendermonde, är en belgisk fotbollsspelare (vänsterback) som spelar för belgiska Zulte Waregem. Han har representerat Belgien på flera nivåer i ungdomslandslagen och blivit uttagen i a-landslagstruppen, dock utan att få göra debut.

## Klubblagskarriär

### Lokeren
De Bock började spela med sin lokala klubb HO Kalken som femåring. Tre år senare flyttade han till Standaard Wetteren, innan han som 11-åring upptäcktes av KSC Lokeren. Efter några år i klubbens akademi debuterade han under säsongen 2009/10, och blev snart ordinarie i backlinjen. När Lokeren vann Belgiska cupen 2012 spelade De Bock hela finalen mot KV Kortrijk.

### Club Brugge
Den 5 januari 2013 värvades De Bock av Club Brugge för 3,5 miljoner euro. Han debuterade den 27 januari mot Gent och tog snart en ordinarie plats i startelvan. Den 2 oktober 2014 gjorde han sitt första mål i en seger med 3-0 mot HJK Helsingfors i Europa League. Samma säsong vann De Bock den Belgiska cupen för andra gången. Han spelade åter hela finalen den 22 mars 2015 då Club Brugge besegrade Anderlecht med 2-1. Säsongen 2015/16 vann Club Brugge den belgiska högstadivisionen, Pro League. Laget vann samma sommar också den belgiska supercupen med 2-1 mot Standard Liège.

### Leeds United
Den 11 januari 2018 värvades De Bock av den engelska klubben Leeds United, och skrev på ett kontrakt över fyra och ett halvt år. Han debuterade för den nya klubben den 20 januari, då han spelade från start i en förlust med 4-3 mot Millwall. De Bock figurerade i startelvan under sina första två månader i klubben men tappade därefter sin plats till 19-årige Tom Pearce. Vid säsongsslutet fick De Bock veta av huvudtränaren Paul Heckingbottom att han borde lämna klubben, men Heckingbottom fick själv sparken i juni 2018 och ersattes av Marcelo Bielsa.
Under försäsongen 2018 spelade De Bock i några träningsmatcher, men efter att Leeds i slutet av juli värvat vänsterbacken Barry Douglas fanns belgaren inte med i matchtruppen för någon av klubbens tre första seriematcher.

#### Oostende (lån)
Den 21 augusti 2018 gick De Bock på lån till den belgiska Pro League-klubben KV Oostende för hela säsongen. Han debuterade den 1 september som mittback mot Sint-Truiden, och spelade två veckor senare som offensiv vänsterytter mot Cercle Brugge. Sammanlagt spelade han 23 matcher under säsongen, och gjorde två mål.
I augusti 2019 var De Bock nära ett lån med köpoption till grekiska Aris Thessaloniki, men övergången blev inte av.

#### Sunderland (lån)
Den 2 september 2019 gick De Bock på ett säsongslångt lån till League One-klubben Sunderland. Han spelade fem matcher i ligan och lika många cupmatcher, innan det rapporterades den 2 januari 2020 att han återkallats till Leeds av personliga skäl, nämligen en uttryckt önskan att spela närmare hemlandet.

#### ADO Den Haag (lån)
Den 13 januari 2020 blev De Bock klar för utlån till Eredivisie-klubben ADO Den Haag för resten av säsongen.

### Zulte Waregem
I juli 2020 lånades De Bock ut till Zulte Waregem på ett säsongslån. I juli 2021 förlängdes låneavtalet med ytterligare ett år. Efter två år på lån i Zulte Waregem blev De Bock i maj 2022 klar för en permanent övergång till klubben.

## Landslagskarriär
De Bock representerade mellan 2008 och 2014 Belgien på flertalet ungdomsnivåer från U16 till U21. Under 2014 och 2015 blev han vid tre tillfällen uttagen i a-landslagstruppen, dock utan att få speltid.